# NGC 6195
NGC 6195 é uma galáxia espiral (Sb) localizada na direcção da constelação de Hercules. Possui uma declinação de +39° 01' 42" e uma ascensão recta de 16 horas, 36 minutos e 32,6 segundos.
A galáxia NGC 6195 foi descoberta em 30 de Maio de 1791 por William Herschel.